# Carter Turnbull
Carter Turnbull, né le 28 juillet 2000, est un coureur cycliste australien.

## Biographie
En 2021, il devient champion d'Australie du contre-la-montre espoirs et termine troisième de la course en ligne, derrière deux coéquipiers.

## Palmarès
- 2016
  - 2e du championnat d'Australie du contre-la-montre cadets
- 2018
  -  Champion d'Océanie sur route juniors
  - 3e du championnat d'Australie sur route juniors
- 2019
  - 3e du Tour du Gippsland
- 2020
  - 2e du championnat d'Australie du contre-la-montre espoirs
- 2021
  -  Champion d'Australie du contre-la-montre espoirs
  - 3e du championnat d'Australie sur route espoirs
- 2022
  -  Champion d'Australie du contre-la-montre espoirs

## Classements mondiaux
| Année                                 | 2020  | 2021  | 2022  |
| ------------------------------------- | ----- | ----- | ----- |
| Classement mondial                    | 1303e | 1190e | 1139e |
| UCI Oceania Tour                      | 71e   | 48e   | 61e   |
|                                       |       |       |       |
| Légende : nc = non classéSource : UCI |       |       |       |